# Dendrochirus
Dendrochirus es un género de peces marinos que son más conocidos como peces león o peces león enanos. Son muy populares en acuarios. El pez león zebra, pez león enano, pez león ocelado son alguna de sus especies de este género.